# ヒッパルコス (小惑星)
ヒッパルコス（4000 Hipparchus）は、小惑星帯の小惑星。北海道の上田清二と金田宏が発見した。

## 名称
古代ギリシアの天文学者ヒッパルコスに因む。
命名は小惑星命名委員会が行い、1991年11月の小惑星回報で公表された。

## 註
1. 1 2  MPC 19335（1991年11月21日）